# 类酵母属
类酵母属为类酵母科的一个單型属，僅有路德类酵母（Saccharomycodes ludwigii）一個物種。過去本屬曾有另一物種中國類酵母（Saccharomycodes sinensis），已於2015年基於分子證據被歸入新屬樂氏菌屬（Yueomyces）中。路德类酵母在釀酒時常造成酒的腐敗，被稱為「釀酒人的噩夢」。